# Педагошка бајка
Педагошка бајка је југословенски кратки филм из 1961. године. Режирао га је Душан Макавејев који је написао и сценарио.

## Улоге
| Глумац       | Улога |
| ------------ | ----- |
| Мија Алексић |       |